# Peter Jambrek
Peter Jambrek, slovenski pravnik, politik in sociolog, * 14. januar 1940, Ljubljana.

## Delo
Jambrek je diplomiral (1962) na Pravni fakulteti Univerze v Ljubljani in doktoriral 1971 na sociološkem oddelku Univerze v Chicagu (ZDA; kot doktorat pravno-političnih znanosti nostrificiran na PF UL 1972). Bil profesor sociologije prava (nasledil je Jožeta Goričarja) na Pravni fakulteti v Ljubljani, kjer je deloval v obdobju 1965-2000, od 1984 kot redni profesor, nazadnje je tam predaval Pravo Sveta Evrope, 1999-2001 tudi pravoznanstvo na Fakulteti za upravo. Obravnaval je razredno in slojevsko strukturo družbe, procese družbenega odločanja ter pravno kulturo, parlamentarno demokracijo, lokalno samoupravo ter vprašanja o samoodločbi naroda in temeljnih človekovih pravicah in svoboščinah. Z novim dinamičnim pristopom je pomembno vplival na usmeritve v slovenski sociologiji.
Od konca 80. let si je prizadeval za ustavne spremembe v Sloveniji. Bil je eden od soavtorjev slovenskega nacionalnega programa (Nova revija, št. 57) leta 1987, kot urednik in soavtor prvih osnutkov slovenske ustave (1988-91), in kot eden od ključnih pobudnikov za plebiscit o osamosvojitvi Slovenije (1990).
S Francetom Bučarjem je kot koordinator skupine za pripravo besedila slovenske ustave tudi napisal sedanjo slovensko ustavo. Med leti 1991 in 1999 je bil ustavni sodnik in do 1994 tudi prvi predsednik Ustavnega sodišča Republike Slovenije, obenem je bil v letih 1993-98 tudi prvi predstavnik Slovenije na Evropskem sodišču za človekove pravice v Strasbourgu ter član znanstvenega odbora Agencije Evropske unije za temeljne pravice in član Evropske komisije za demokracijo skozi pravo (t. i. Beneška komisija) od 1991 do 2008. 
Kot gostujoči profesor je predaval na Univerzi v Pittsburghu (ZDA, 1989), Univerzi v Virginiji (Charlottesville, ZDA, 1982), Univerzi v Zambiji oz. Lusaki 1973-75, v poletnem semestru leta 1976 pa je bil raziskovalec na Centru za mednarodna vprašanja na univerzi Harvard (Boston, ZDA). Opravljal je številne funkcije v mednarodnih in v slovenskih znanstvenih in univerzitetnih združenjih. 
V Sloveniji je profesor ustavnega prava in (mednarodnega) prava človekovih pravic na Fakulteti za državne in evropske študije in na Evropski pravni fakulteti Nove Univerze.  
Je ustanovitelj (1999) in urednik revije Dignitas, slovenske revije za človekove pravice, član upravnega odbora Institute of Sociology of Law for Europe (Pariz) in član uredniškega odbora International Journal of the Sociology of Law (London).  
Med junijem in novembrom 2000 je deloval kot minister za notranje zadeve v desno-sredinski vladi Andreja Bajuka. Med 2004 in 2008 je predsedoval Zboru za republiko.
Jambrek je ustanovitelj in rektor Nove univerze ter njen zaslužni profesor.

## Dosežki
Skupaj s Francetom Bučarjem velja za očeta slovenske ustave.
Predsednik Borut Pahor mu je 2019 podelil zlati red za zasluge RS.
Ustanovil je zasebno Novo univerzo.

1. ↑  univerze, Fakulteta za državne in evropske študije Nove. »Fakulteta za državne in evropske študije Nove univerze - Peter Jambrek«. Fakulteta za državne in evropske študije Nove univerze - Peter Jambrek. Pridobljeno 24. septembra 2024.
2. ↑  Enciklopedija Slovenije. Ljubljana.